# Бейт-Ган

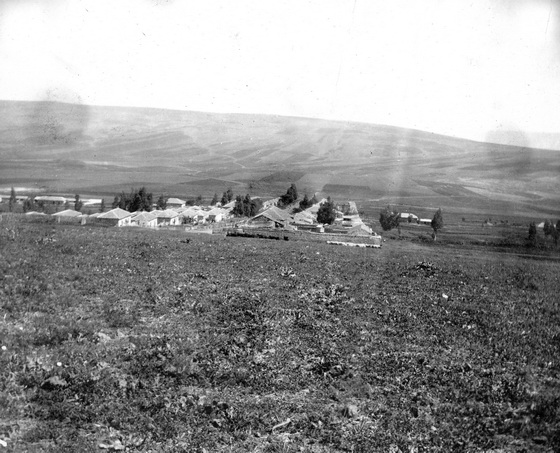
Бейт-Ган в 1914 году

Бейт-Ган (ивр. בית-גן‎, Дом-сад) — бывший сельскохозяйственный поселок. Расположен в восточной части Нижней Галилеи, в долине Явнеэль, к юго-западу от Тверии, на трассе 767 между Кфар-Тавор и Мошават-Кинерет, рядом с поселением Явнеэль. Вошёл в местный совет Явнеэля в 1953 году.
Бейт-Ган был основан в рамках создания семи поселений в Нижней Галилее в 1902—1903 годах. Одновременно с ним были основаны Мошават Кинерет, на берегу Галилейского моря, «Милхамия», в Иорданской долине, чуть западнее, Явнеэль, Кфар-Тавор у подножия горы Тавор у входа в Изреельскую долину, Седжара рядом с построенной ранее фермой, и Мицпа на дороге от Тверии в Назарет.
Колония Бейт-Ган была основана представителем Еврейского колонизационного общества в Галилее Хаимом Маргалиотом-Калварийским в 1903 году.
Название посёлку было дано по находящемуся рядом холму Хирбет Бейт — Джан. При раскопках там были обнаружены остатки синагоги времён амораев.
Зеев Вильнаи писал, что в колонии было построено «новое жилье для йеменских евреев». Еврейское колонизационное общество приобрело в этом районе землю вместе с арабскими хижинами, куда поселили группу сельскохозяйственных рабочих, которые некоторое время работали на ферме Саджара. В эту группу входили также геры из России.
Каждому фермеру было выделено 250 дунамов, чтобы он мог зарабатывать на жизнь богарным земледелием. Каждому поселенцу также дали 2500 франков на покупку скота, семян и инструментов. Но условия жизни и работы были суровые, а дома — в очень плохом состоянии, и при дожде протекали. У поселенцев не было достаточных агрономических знаний, от чего урожай в первый год был плохим, и фермеры повторно взяли кредиты для финансирования посева в следующем году. Большинство арендаторов оказались в долгах, а остальных Еврейское колонизационное общество перевело в Явнеэль, где они получили хорошие дома с садами, а Бейт-Ган был заброшен. Поселение было заселено повторно в 1909 году иммигрантами из Второй алии. В конце 1910 года здесь было 16 домов для поселенцев и строящееся здание синагоги. Предполагалось, что каждый поселенец получит по 250 дунамов земли, но с завершением покупки дополнительной земли возникли проблемы и надел каждого из жителей Бейт-Гана оказался намного меньше. С другой стороны, воды для орошения полей здесь было достаточно. Поэтому жители поселения заплатили Еврейскому колонизационному обществу по тысяче франков каждый, чтобы проблемы с обоснованием в этих местах были разрешены. В 1912 году поселение покинули три человека и колонизационное общество разделило их земли между оставшимися, добавив каждому из поселенцев 10-15 дунамов к тем 160 дунамам, которые уже были у них во владении.
В конце Первой мировой войны около 50 участников движения Ха-шомер ха-цаир из Галиции прибыли на корабле «Carnolia». Из этой группы 27 человек отправились в Бейтанию-Илит, а остальные присоединились к трудовому батальону «Ха-шомер ха-цаир», прокладывавшему дорогу Хайфа-Джидда.
В 1920-х годах были предприняты попытки насадить табак в Бейт-Гане и близлежащем Явнеэле. Эту трудоемкую отрасль пытались освоить несколько групп, которые организовали ещё несколько поселений, среди них «Кибуц Ха-шомер Ха-Цаир, СССР» (позже переименованный в Афиким), группа «Шарон» и группа «Мишмар» (позже организовавшая кибуц « Мишмар ха-Шарон»). Несколько лет спустя попытки освоить выращивание табака были свёрнуты.